# Philippe Sadzot
Philippe Sadzot dit Fifi, né le 15 mai 1969 à Saint-Mard (province de Luxembourg) est un auteur de bande dessinée, illustrateur et enseignant belge francophone.

## Biographie
Philippe Sadzot naît le 15 mai 1969 à Saint-Mard,,.
Il se forme à l'École supérieure des arts Saint-Luc de Liège, d'où il sort gradué en arts plastiques. Fifi publie pour la première fois dans un fanzine de bande dessinée en 1994.
Fifi pratique tous les arts de la bande dessinée et gravite dans le milieu de la bande dessinée indépendante depuis plus de 25 ans.
Des participations à une multitudes de fanzines dont Auracan, des dessins de presse du Matin au Soir, des planches chez Ferraille et Jade, des albums chez Les Requins Marteaux dans les collections « Carrément » et « Ferraille », Groinge, La Boîte d'Aluminium ou 6 Pieds sous terre.
En 2006, les portes de Spirou s'ouvrent à sa série Quelques trucs sympas pour devenir un vrai dessinateur de BD, il l'animera jusqu'en 2008 et il parvient à intercaler quelques courts récits qu'il réalise seul ou en compagnie de Jean-Luc Cornette ainsi qu'un strip avec Pierre Bailly.
Pendant un an, Fifi tient un journal qu'il publie sur le site web de L'Employé du Moi. Il livre le quotidien de l’auteur dessinateur sous la forme d’un recueil de 416 pages intitulé : Chroniques wallonnes publié aux éditions 6 Pieds sous terre en 2008.
Fifi rejoint le collectif bruxellois Coiffeurs pour dames dès sa création en 2009.
Il y dessine le réel, d'abord dans le magazine de presse graphique El Rios, et puis en tant qu’auteur avec 4 tomes de ses carnets, parus depuis septembre 2011.
Il dirige également d’une main de fer les éditions Poil dans la main, pour lesquelles il publie régulièrement des fanzines de formes et de formats variables.
Il réalise avec le journaliste Benjamin Vokar — attaché de presse au GRIP — et signe de son vrai nom Exportation d'armes : le commerce mortel de l'Europe, publié par la Fondation Rosa Luxembourg en 2019. Une bande dessinée qui traite du commerce des armes en Europe, elle fonctionne comme un outil pédagogique pour les plus jeunes, la difficulté du travail ayant été de mettre en image, les chiffres et les données techniques fournis par les différents chercheurs du GRIP.
En 2020, il commence à publier dans Le Petit Pangolin illustré.
En 2021, il publie Confinement, déconfinement, en route vers un monde meilleur aux éditions Poil dans la main,.
Il expose ses œuvres lors d'expositions diverses et variées à Liège, Bruxelles, Montréal, Angoulême.
Lors du décès de Phil, il lui rend hommage dans le numéro 3866 de Spirou daté du 16 mai 2012.
Il est professeur de dessin et de bande dessinée aux ateliers bande dessinée de l'École supérieure des arts Saint-Luc de Liège où il a eu Hugo Piette et Olivier Pirnay comme élèves.

### Vie privée
Il demeure à Liège.

## Œuvre

### Albums de bande dessinée
- Mok Mok le chien cerf de Madagascar[12], Brain Produk, coll. « Hydrocéphale », mars 1997
Scénario et dessin : Fifi - Couleurs : noir et blanc
- Jim the Wolf, Groinge, octobre 2001
Scénario et dessin : Fifi - Couleurs : noir et blanc -  (ISBN 2-914249-05-5)
- Du hachis pour les braves, Les Requins Marteaux, coll. « Carrément », Albi, mai 2003
Scénario et dessin : Fifi - Couleurs : noir et blanc -  (ISBN 2-909590-91-7)

Ricou et Bigou
- 2. Les Nouvelles Aventures de Ricou et Bigou, Les Requins Marteaux, coll. « Ferraille », Albi, avril 2004
Scénario et dessin : Fifi - Couleurs : noir et blanc -  (ISBN 2849610062)

Le Mois de
- 8. Le mois de Fifi - août 2005, Groinge, octobre 2005
Scénario et dessin : Fifi - Couleurs : bichromie -  (ISBN 2-914249-27-6),Format à l'italienne.
- Soldats en plastique, 6 Pieds sous terre, coll. « Lépidoptère », décembre 2005
Scénario et dessin : Fifi - Couleurs : noir et blanc -  (ISBN 2-910431-79-7)
- Une journée bien pourrie, La Boîte d'Aluminium, février 2006
Scénario et dessin : Fifi - Couleurs : noir et blanc -  (ISBN 2-9518854-1-5)
- Chroniques wallonnes[7], 6 Pieds sous terre, août 2008
Scénario et dessin : Fifi - Couleurs : noir et blanc -  (ISBN 978-2-352-12039-1)

Carnets d'un aventurier de l'ordinaire
- 1. Sois pédagogue[13], Coiffeurs pour dames, Bruxelles, janvier 2010
Scénario et dessin : Fifi - Couleurs : noir et blanc -  (ISBN 978-2875410009)
- 2. Lève-toi, on va au bois[14], Coiffeurs pour dames, Bruxelles, juin 2011
Scénario, dessin et couleurs : Fifi -  (ISBN 978-2-87541-002-3)
- 3. Viens icitte[15], Coiffeurs pour dames, Bruxelles, janvier 2013
Scénario, dessin et couleurs : Fifi -  (ISBN 978-2-87541-005-4)

### Collectifs
- Fabuleux Furieux, Les Requins Marteaux, septembre 2004
Scénario : collectif - Dessin : collectif dont Fifi - Couleurs : quadrichromie -  (ISBN 978-2909590998),Hommage en Freak Style à Gilbert Shelton.

#### En revues, journaux et fanzines
- participation à Pas de quartier[16], fanzine collectif réalisé le 9 mars 1995 à la librairie : La Marque jaune, Liège, MCB production.

### Expositions

#### Expositions individuelles
- En quête du passé[17], La Cité Miroir, Liège du 1er juillet au 3 septembre 2023.

#### Expositions collectives
- Jazz et Bande dessinée[18], 150 dessins, ESA Saint-Luc Liège du 4 avril au 27 avril 2024.

### Illustrations
- Jean-Marie Klinkenberg, Laurent Demoulin, Petites Mythologies liégeoises[19], illustrations Philippe Sadzot, Éditions Tetras Lyre, 2016.